# Imaginary Friends Studios
Imaginary Friends Studios (IFS) est une entreprise et agence graphique fondée en 2005 et basée à Singapour. Elle est spécialisée dans l'illustration digitale, la bande dessinée et de concept art.

## Historique
Parmi ses clients se trouve DC Comics, Marvel Comics, Electronic Arts, Image Comics, Top Cow, Hasbro, LucasArts, Sideshow Collectibles, Capcom, Square Enix, Ubisoft, Sony Online Entertainment, Gameloft, Valve Corporation et Riot Games,. IFS a travaillé sur Batman: Dark Knight, Dota 2, League of Legends, Star Wars Galaxies, Street Fighter 3 Online, Street Fighter III: 3rd Strike - Fight for the Future, Darkstalkers Resurrection, Front Mission Evolved, PlanetSide 2 comptent parmi leurs notamment.
Les fondateurs sont Stanley Lau (« Artgerm »), Kendrick Lim (« Kunkka ») et Lim Ri Kai (« Ukitakumuki »).

## Publications
- Imagine Artbook, 2005.
- Imagine Prime, 2007.
- Imagine Redux, 2008.
- Pepper Project, 2009.